# Nikolaus von Klitzke

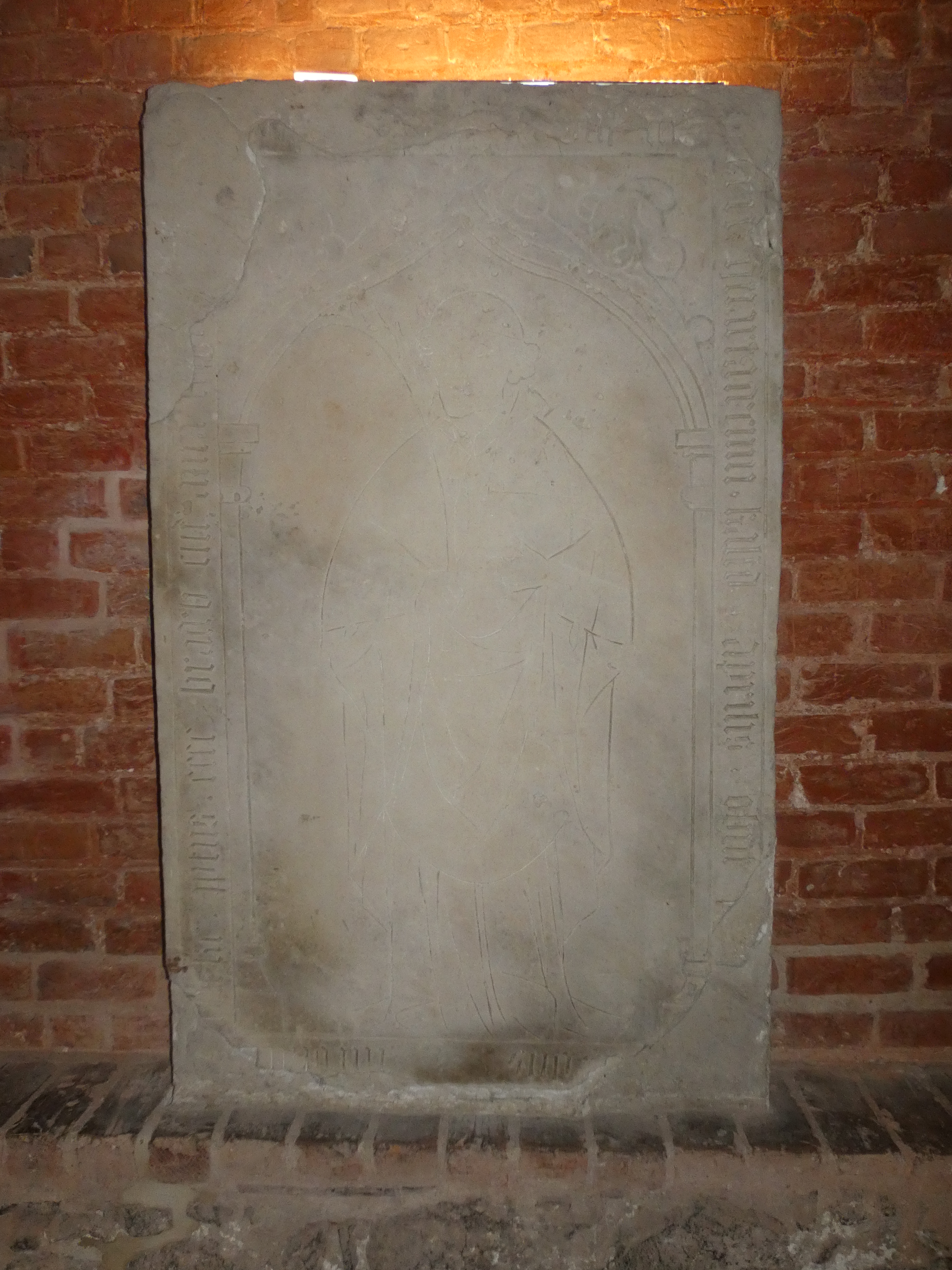
Grabplatte mit Darstellung Nikolaus von Klitzke, Dom zu Brandenburg

Nikolaus von Klitzke (auch Klytzke oder Klitzing) († 19. März 1419) war Propst des Doms zu Brandenburg, Domherr und Generalvikar.

## Leben und Wirken
Nikolaus von Klitzke war zunächst Domherr in Brandenburg. Weiterhin ist überliefert, dass er Generalvikar und Offizial des Berliner Propstes und des Brandenburger Bischofs. Erstmals urkundlich als Propst wurde er am 8. Juli 1413 erwähnt. Er stiftete den Corpus-Christi-Altar im südlichen Seitenschiff des Doms, dessen Inschrift ebenfalls den 8. Juli 1413 ausweist, das Datum seiner Erstbeurkundung als Propst. Nach dem Tod des Bischofs Henning von Bredow 1414 war von Klitzke Vikar des Domkapitels.
Nach seinem Tod wurde Nikolaus von Klitzke in südlichen Seitenschiff direkt vor dem von ihm gestifteten Corpus-Christi-Altar bestattet. Die Grabplatte mit Ritzzeichnung ist erhalten und wurde später im östlichen Kreuzgang aufgestellt. Sie zeigt Nikolaus von Klitzke in typischer Darstellung eines Propstes mit Buch und Zuchtrute.